# Красногрудый муравей-древоточец

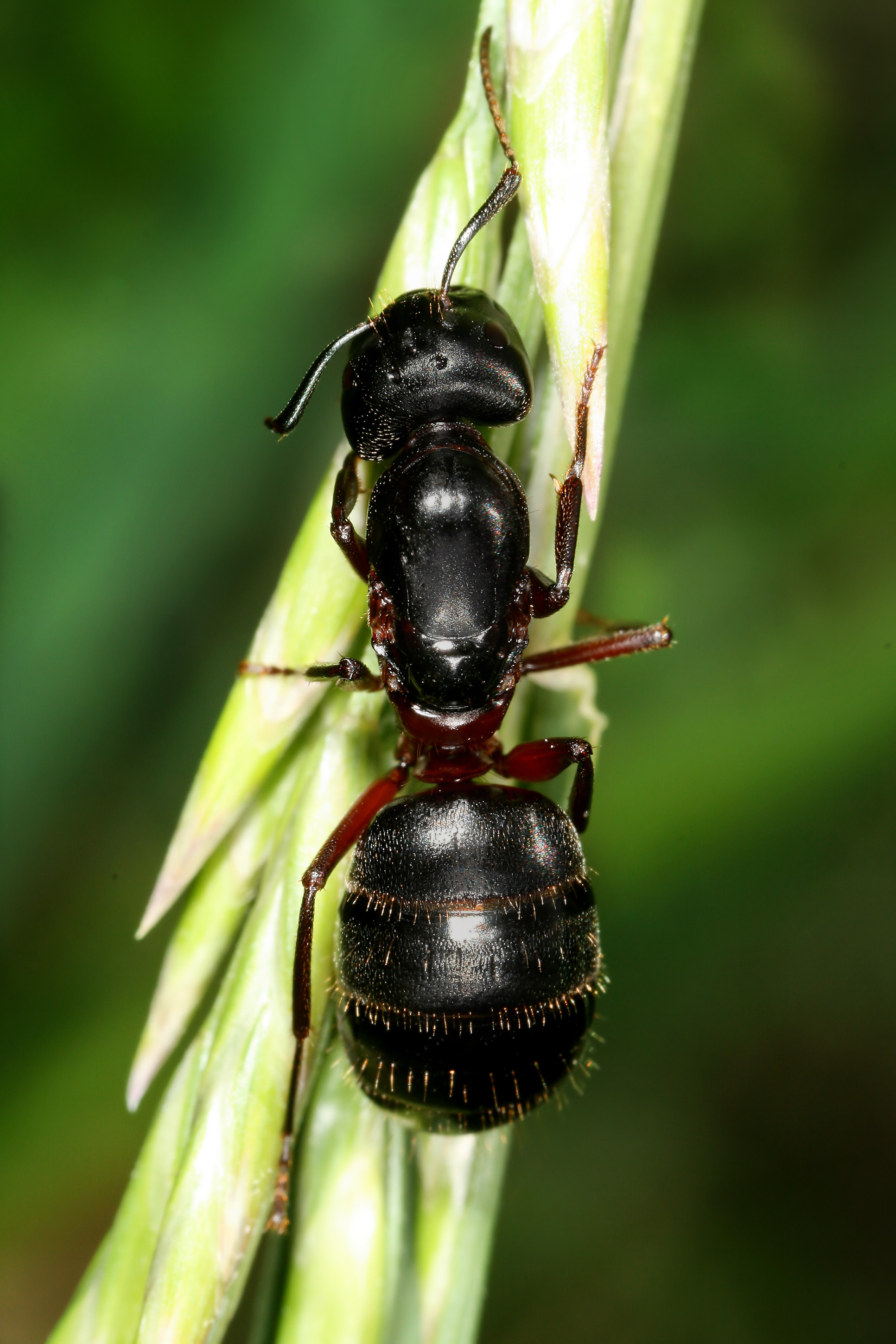
Матка Camponotus herculeanus

Красногрудый муравей-древоточец, или гигантский муравей (лат. Camponotus herculeanus) — вид крупных по размеру муравьёв рода Кампонотус (Camponotus) из подсемейства Формицины (Formicinae).

## Описание
Обычный лесной вид муравьёв с красной грудкой и чёрными головой и брюшком (самки и самцы чёрные). Один из крупнейших по размеру вид муравьёв фауны России. Рабочие имеют длину около 6—14 мм, самцы — 9—12 мм, а матки — 15—18 мм. Древесный вид, может строить ходы в живой древесине.
Гнёзда Camponotus herculeanus строятся в древесине, живых или гниющих деревьях, пнях, упавших деревьях и иногда в деревянных конструкциях зданий. Муравьи используют свои сильные жвалы, чтобы выгрызать галереи и камеры под корой или в древесине, предпочитая влажную древесину или древесину с грибковым гниением. В стоящих деревьях их туннели иногда простираются на высоту 10 м над землей. Колонии-спутники, связанные с первоначальным гнездом подземными туннелями, могут развиваться поблизости, часто в более теплых и сухих местах. В них содержатся более старые личинки, куколки, крылатые репродуктивные особи и рабочие, а яйца и молодые личинки остаются в основном гнезде.

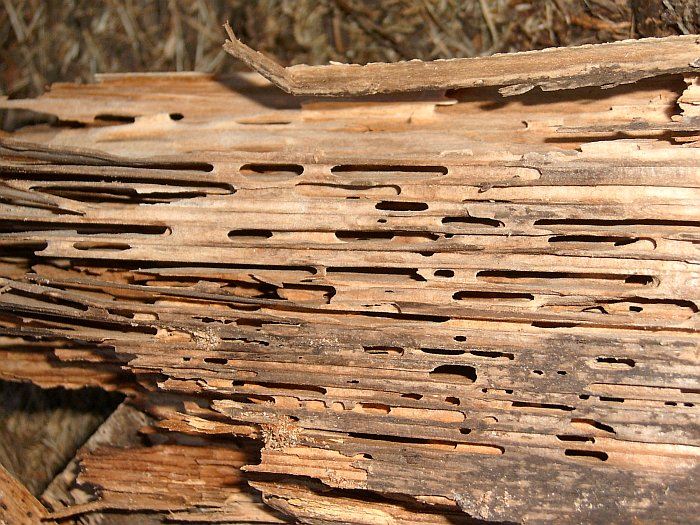
Источённое муравьём дерево
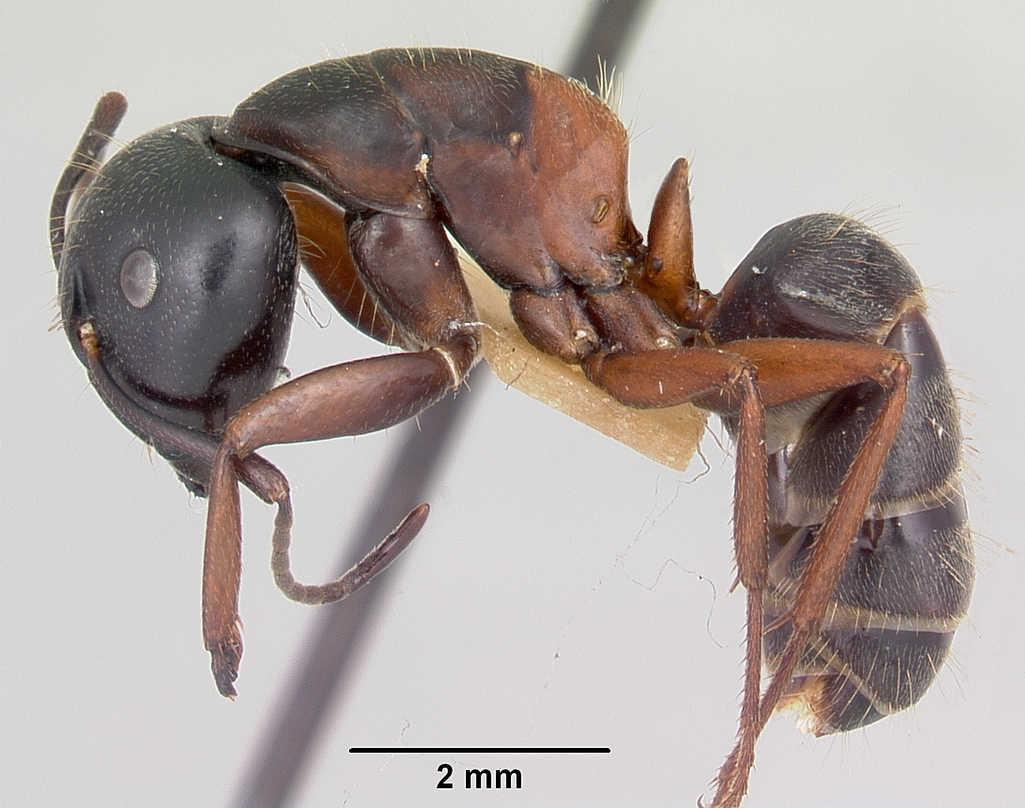
Солдат
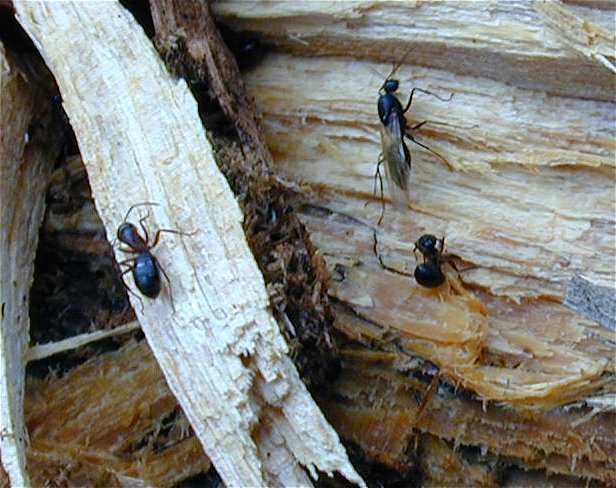
Рабочий и крылатый самец

## Распространение и подвиды
Встречается в лесах Европы, Кавказа и северной Азии до западной Сибири (номинативный подвид), а подвид C. herculeanus sachalinensis — далее в Восточной Сибири, Монголии, Китае, Японии и на Дальнем Востоке России. Некоторые авторы придавали последнему подвиду статус отдельного вида C. sachalinensis (Collingwood, 1981; Bolton, 1995), а с 2018 года его синонимизировали с C. herculeanus.

## Паразитоиды
Среди паразитических наездников, отмеченных у красногрудого муравья-древоточца следующие виды:
- Stilbula cyniformis (Eucharitidae)

## Классификация
Данный вид относится к номинативному подроду Camponotus s.str.

## Охранный статус
Охраняется в некоторых регионах. Например, включён в Красную книгу Тамбовской области (2000, 2012).